# Lamets
Lamaids és un municipi francès, situat al departament de l'Alier i a la regió d'Alvèrnia-Roine-Alps. L'any 2007 tenia 142 habitants.

## Demografia

### Població
El 2007 la població de fet de Lamaids era de 142 persones. Hi havia 60 famílies de les quals 12 eren unipersonals (12 dones vivint soles i 12 dones vivint soles), 28 parelles sense fills i 20 parelles amb fills.
La població ha evolucionat segons el següent gràfic:
Habitants censats

### Habitatges
El 2007 hi havia 83 habitatges, 65 eren l'habitatge principal de la família, 5 eren segones residències i 13 estaven desocupats. 81 eren cases i 2 eren apartaments. Dels 65 habitatges principals, 55 estaven ocupats pels seus propietaris, 9 estaven llogats i ocupats pels llogaters i 1 estava cedit a títol gratuït; 6 tenien dues cambres, 8 en tenien tres, 26 en tenien quatre i 24 en tenien cinc o més. 44 habitatges disposaven pel capbaix d'una plaça de pàrquing. A 29 habitatges hi havia un automòbil i a 27 n'hi havia dos o més.

### Piràmide de població
La piràmide de població per edats i sexe el 2009 era:
| Homes | Edats   | Dones |
| ----- | ------- | ----- |
| 0     | 95 o +  | 0     |
| 0     | 90 a 94 | 4     |
| 4     | 85 a 89 | 0     |
| 0     | 80 a 84 | 4     |
| 0     | 75 a 79 | 0     |
| 0     | 70 a 74 | 8     |
| 12    | 65 a 69 | 8     |
| 4     | 60 a 64 | 4     |
| 4     | 55 a 59 | 8     |
| 0     | 50 a 54 | 0     |
| 12    | 45 a 49 | 4     |
| 8     | 40 a 44 | 8     |
| 0     | 35 a 39 | 8     |
| 4     | 30 a 34 | 4     |
| 4     | 25 a 29 | 0     |
| 4     | 20 a 24 | 4     |
| 4     | 15 a 19 | 0     |
| 4     | 10 a 14 | 0     |
| 0     | 5 a 9   | 0     |
| 0     | 0 a 4   | 4     |

## Economia
El 2007 la població en edat de treballar era de 90 persones, 67 eren actives i 23 eren inactives. De les 67 persones actives 60 estaven ocupades (35 homes i 25 dones) i 7 estaven aturades (5 homes i 2 dones). De les 23 persones inactives 10 estaven jubilades, 2 estaven estudiant i 11 estaven classificades com a «altres inactius».

### Ingressos
El 2009 a Lamaids hi havia 66 unitats fiscals que integraven 153 persones, la mediana anual d'ingressos fiscals per persona era de 13.267 €.

### Activitats econòmiques
Dels 6 establiments que hi havia el 2007, 2 eren d'empreses de fabricació d'altres productes industrials, 3 d'empreses de construcció i 1 d'una empresa de comerç i reparació d'automòbils.
Els 2 serveis als particulars que hi havia el 2009 eren paletes.
L'any 2000 a Lamaids hi havia 11 explotacions agrícoles que ocupaven un total de 420 hectàrees.

## Poblacions més properes
El següent diagrama mostra les poblacions més properes.